# 鬼平犯科帳 (テレビドラマ)
『鬼平犯科帳』（おにへいはんかちょう）は、池波正太郎の同名時代小説を原作としたテレビ時代劇である。東宝及び松竹が制作し、NET系（後のテレビ朝日）とフジテレビ系で放送された。
主人公・長谷川平蔵を八代目松本幸四郎（後の初代松本白鸚）、丹波哲郎、萬屋錦之介、二代目中村吉右衛門、十代目松本幸四郎が演じている。
NET版は開始当初モノクロで、第1シリーズ第27話（1970年4月7日放送）からカラー放送となった。

## 解説
テレビ作品における最初の長谷川平蔵役は歌舞伎役者の八代目松本幸四郎。
その息子である二代目中村吉右衛門は、最初のテレビシリーズで平蔵の息子・辰蔵を演じ、親子共演している。彼は実父そっくりの風貌を理由に、2作目のテレビシリーズを作成する際、是非長谷川平蔵をと懇願されたが、実際の平蔵に比べ若過ぎることを理由に断っている。そして4作目のテレビシリーズになって、長谷川平蔵が火付盗賊改方に着任した頃とほぼ同じ年齢になったため、ようやく演じることになったという経緯がある。なお吉右衛門によれば、原作者の池波からも吉右衛門が平蔵と同年代になれば演じて欲しい（幸四郎は実際の平蔵に比べてかなり年上だった）と当初から言われていたともいう。
原作を使い切ったらドラマは終了する、つまり原作に基づかないドラマは制作しないという原作者との取り決めによって、吉右衛門版が全作品（池波の死によって未完となった遺作は、エンディングをシナリオライターが補った）をドラマ・映画化した2001年の第9シリーズを最後にシリーズは一旦終了となった。ただし幸四郎の時代に、当時連載中だった原作の小説が数量的にドラマの放送回数に間に合わなくなるという事態が起こり、窮余の策として『鬼平犯科帳』以外の池波作品から転用できるものを池波の諒承を得たうえで書き換えたドラマ・オリジナル脚本が数作あり、これが吉右衛門版でも再使用されている。これとは別に、吉右衛門の時代には数篇の原作をひとつにまとめたスペシャル版を制作することがよくあった。
こうした手法を使うことにより、鬼平ファンからの放送復活を望む強い声に応えるかたちで、2005年から年1作程度のペースで鬼平犯科帳スペシャルが2016年まで制作された。

## 差別表現問題
原作版『鬼平犯科帳』には「唖（）」や「跛（）」などの表現が登場し、部落解放同盟肝煎りの「出版・人権差別問題懇談会」から問題にされたことがあるが、全24巻の文春文庫版『鬼平犯科帳』では表現の削除が一切おこなわれていない。ただしテレビドラマ版『鬼平犯科帳』の再放送では、部落解放同盟や障害者団体「大阪精神障害者家族連合会」（大家連）による糾弾を恐れて徹底的な検閲が行われ、劇中の「人非人」「びっこ」「非人」「キチガイ」「メクラ」などの音声が全て削除された。「唖の十蔵」という話は、二代目中村吉右衛門版では「むっつり十蔵」、十代目松本幸四郎版では「でくの十蔵」という題に変更されている。

## 各シリーズ
各シリーズ名は以下のとおり：
- 『鬼平犯科帳』（制作：東宝、主演：八代目松本幸四郎）『鬼平犯科帳'69』とも
- 『新・鬼平犯科帳』（制作：東宝、主演：八代目松本幸四郎）『鬼平犯科帳'71』とも
- 『鬼平犯科帳』（制作：東宝、主演：丹波哲郎）
- 『鬼平犯科帳』（制作：東宝、主演：萬屋錦之介）
- 『鬼平犯科帳』 （制作：松竹、主演：二代目中村吉右衛門）
- 『鬼平犯科帳』（制作：松竹、主演：十代目松本幸四郎）

### 八代目 松本幸四郎版
『鬼平犯科帳（）』は、1969年から1970年、1971年から1972年までNETテレビで放送されたテレビ時代劇である。主演は八代目松本幸四郎。

### 丹波哲郎版
『鬼平犯科帳（）』は、1975年にNETテレビで放送されたテレビ時代劇である。主演は丹波哲郎。『鬼平犯科帳'75』とも。

### 萬屋錦之介版
『鬼平犯科帳』（おにへいはんかちょう）は、1980年から1982年までテレビ朝日で放送されたテレビ時代劇である。主演は萬屋錦之介。『鬼平犯科帳'80』、『鬼平犯科帳'81』、『鬼平犯科帳'82』とも

### 二代目 中村吉右衛門版
『鬼平犯科帳』（おにへいはんかちょう）は、1989年から2016年までフジテレビで放送されたテレビ時代劇である。主演は二代目中村吉右衛門。

### 十代目 松本幸四郎版
『鬼平犯科帳』（おにへいはんかちょう）は、2024年に映画「鬼平犯科帳 血闘」と連動してはじまったシリーズ。主演は十代目松本幸四郎。

### 派生作品
時代劇専門チャンネルの初オリジナル時代劇として、番外編「鬼平外伝シリーズ」が放映された。いずれもフィルム撮影によるものである。
- 鬼平外伝 夜兎の角右衛門
- 鬼平外伝 熊五郎の顔
- 鬼平外伝 正月四日の客
- 鬼平外伝 老盗流転
- 鬼平外伝 最終章 四度目の女房

## DVD
・中村吉右衛門「鬼平犯科帳」第1-第9シリーズDVD、DVDボックス
・鬼平外伝DVD-BOX 4巻組ボックス
・松本幸四郎主演版「鬼平犯科帳　本所・桜屋敷」「鬼平犯科帳　血闘」「鬼平犯科帳　でくの血頭」「血頭の丹兵衛」（鬼平犯科帳 SEASON1 DVDボックス　2025年9月3日(水)発売）